# Litsea henricksonii
Litsea henricksonii är en lagerväxtart som beskrevs av André Joseph Guillaume Henri Kostermans. Litsea henricksonii ingår i släktet Litsea och familjen lagerväxter. Inga underarter finns listade i Catalogue of Life.